# Eupatoriastrum
Eupatoriastrum, rod glavočika iz podtribusa Hebecliniinae, dio tribusa Critoniinae. Sastoji se od 8 vrsta iz Srednje Amerike i Meksika

## Opis
Eupatoriastrum je mali rod snažnih biljaka ili grmova koji se nalaze u Meksiku, Gvatemali i Salvadoru. Karakterizira ga velika, konveksna, blijeda cvjetišta s brojnim cvjetovima. Također ga karakterizira osnovni broj kromosoma x=16, što ga svrstava blizu Decachaeta i Bartlettina. Došlo je do spora oko toga treba li jednu vrstu, Eupatoriastrum corvi, uključiti u rod kako je predložio Turner (1994.) ili odvojiti kao monospecifični rod Matudina prema Kingu i Robinsonu (1987.). Ova se vrsta lako razlikuje od ostatka roda po svojim labavim, lisnatim ovojnim braktejama, a također je karakterizirana time što imaju prašničke dodatke koji su duži nego široki, za razliku od relativno kratkih, širokih prašničkih dodataka koji se nalaze u drugih članova roda .

## Vrste
1. Eupatoriastrum angulifolium (B.L.Rob.) R.M.King & H.Rob.
2. Eupatoriastrum chlorostylum B.L.Turner
3. Eupatoriastrum corvi (McVaugh) B.L.Turner
4. Eupatoriastrum johnbeamanii B.L.Turner
5. Eupatoriastrum nelsonii Greenm.
6. Eupatoriastrum pochutlanum B.L.Turner
7. Eupatoriastrum pubiflorum Rzed.
8. Eupatoriastrum triangulare (DC.) B.L.Rob.

## Sinonimi
- Matudina R.M.King & H.Rob.; Phytologia 26: 171 (1973)